# Хайльбронн
Хайльбро́нн (также Хайльбро́нн, Хейльбро́нн, Гейльбро́нн; нем. Heilbronn [haɪlˈbʁɔn], алем. нем. Hailbrunn), ранее Гейльброн — город, в плодородной равнине, на реке Неккар, земля (государство) Баден-Вюртемберг, в Германии (ФРГ).
Население — 122 567 жителей (2015 год). Занимает 6-е место по населению в земле Баден-Вюртемберг. В городе развиты машиностроение (заводы Леппле (нем.), ThyssenKrupp и другие), химическая, бумажная, пищевая (заводы Campina, Knorr) промышленность. Хайльбронн является крупным портом на реке Неккар, здесь также находятся соляные копи, развито виноделие. В городе расположена Хайльброннская высшая школа. Хайльбронн известен в литературе произведением Генриха фон Клейста «Кэтхен из Хайльбронна».

## История
Первые следы человека в долине Неккара неподалёку от Хайльбронна относятся к палеолиту. Ещё в доисторические времена около Хайльбронна сходились древние дороги, которые здесь пересекали Неккар.
В I веке нашей эры римляне укрепили границу вдоль Неккара при помощи каструмов, в том числе в современном районе города Бёкингене (нем. Böckingen), где пересекаются в общей сложности восемь дорог римского времени. После римлян с середины III века нашей эры долиной Неккара владели алеманны, которые были в 500 году вытеснены франками, заселявшими свои восточные провинции королевскими дворами. К одному из таких дворов, возможно, и восходит первое крупное поселение в районе современного центра города.
Впервые об этих местах упоминается в 741 году под названием дача Хелибрунна (villa Helibrunna). В 1050 году в населённом пункте появляется базар, в 1140 году — речной порт. Очевидно, Хайльбронн рос благодаря удачному расположению проходящих мимо торговых путей.
В 1281 году король Рудольф I наделяет Хайльбронн правами города. По соглашению, заключенному в 1332 году между городом и Фридрихом Австрийским, противником Людвига, горожане были освобождены от уплаты за всякие вещи, взятые ими у евреев. С 1371 (1360) года по 1803 год город имел статус имперского города (вольного имперского города).
Во время крестьянской войны в Германии (1524—1526) в Хайльбронне комиссией из представителей от инсургентов юго-западной Германии, под влиянием франконского дворянина Венделя Гиплера и бамбергского епископа Фридриха Вейганда, 8—13 мая 1525 года был составлен проект манифеста, основная мысль которого заключалась в освобождении крестьян из-под власти дворян, с вознаграждением последних из церковного имущества, и реформа судов, на основании выборного и общесословного начал.
В гражданскую 30-летнюю войну, в конце 1631 года, фельдмаршал Горн, осадил Гейльбронн (700 имперцев), который сдался ему 1 января 1632 года.
На конец XIX столетия в городе Гейльбронн королевства Вюртемберг проживало около 25 000 жителей. В городе и его окрестностях были развиты виноделие, торговля лесом, углём и местными фабрикатами: бумага, красильные и химические вещества, стеарин, мыло, масло, сахар, цикорий, машины, музыкальные инструменты, изделия из стали, железа, золота и серебра.
На 1925 год в городе Гейльброн проживало 45 520 жителей. Важный промышленный и торговый центр Вюртемберга, и железно-дорожный узел, на линиях Штуттгарт — Дармштат и Мангейм — Нюрнберг.
Главная достопримечательность города — церковь Святого Килиана, выдающийся памятник архитектуры Северного Возрождения с одной из самых высоких башен в Северной Европе.

## Районы города
- Центр (Innere Stadt)
- Внешний центр (Äußere Innenstadt)
- Бёкинген (Böckingen)
- Неккаргартах (Neckargartach)
- Зонтхайм (Sontheim)
- Клингенберг (Klingenberg)
- Франкенбах (Frankenbach)
- Кирххаузен (Kirchhausen)
- Биберах (Biberach)
- Хоркхайм (Horkheim)

## Города-побратимы
- Безье, Франция (1965)

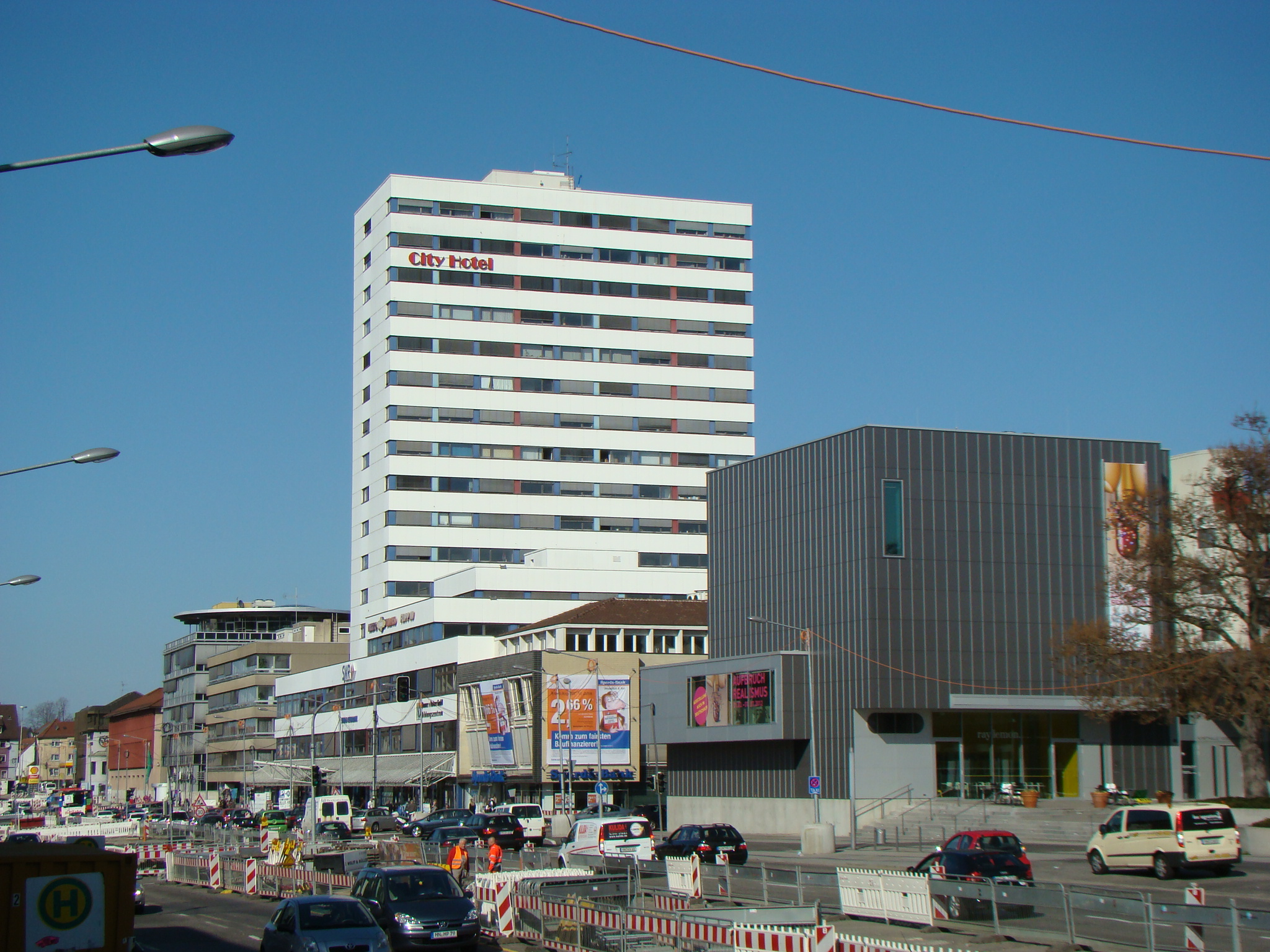
Улицы Хайльбронна

- Нит-Порт-Толбот, Великобритания (1966)
- Золотурн, Швейцария (1981)
- Стокпорт, Великобритания (1982)
- Франкфурт-на-Одере, Германия (1988)
- Черкесск, Россия (1998)
- Новороссийск, Россия (2019)

## Персоналии
Юлиус Роберт фон Майер , до 1867 года Юлиус Роберт Майер (родился 25 ноября 1814 года в Хайльбронне ; † 20 марта 1878 года там), немецкий врач и физиологический исследователь. Он был одним из первых учёных, сформулировавших первый закон термодинамики, имеющий важное значение для физики , химии и медицины .
- Клусс, Адольф (1825—1905) — инженер и архитектор, деятель немецкого и американского рабочего движения. Друг Карла Маркса, один из пионеров марксизма в США.
- Пфау, Людвиг (1821—1894) — лирический поэт, прозаик, переводчик и критик. Революционер. Почётный гражданин г. Хайльбронна.
- Хойс, Теодор (1884—1963) — политик-либерал, первый президент ФРГ (1949—1959). Почётный гражданин г. Хайльбронна.
- Шюблер, Густав (нем. Gustav Schübler; 1787—1834) — ботаник.